# レプコ
レプコ (Repco)は、オーストラリアの自動車工学会社で、レース用エンジン製造の他、オーストラリアとニュージーランドでは両国で約400店舗を展開する自動車用品店である。

## 概要
社名のRepcoは、Replacement Parts Company(補修用・部品・会社)の略であり、補修部品、カー用品、工具類を販売する店舗を2013年末現在オーストラリアに295店舗、ニュージーランドに81店舗、そして業者販売専門のAPPCO店を10店展開している。
F1レース用エンジンは、ビュイック（オールズモビル）製のV8・2,500ccエンジンをベースに開発した物で、1966年と1967年のF1チャンピオンを獲得している。SOHCの2,500ccで出力は低かったものの、F1の規定が1,500ccから3,000ccに改訂されたばかりで混乱しているさなか、レプコエンジンは圧倒的な信頼性を発揮した。
オーストラリア出身のF1ドライバー、ジャック・ブラバムが自チーム「ブラバム」のマシンにレプコエンジンを採用。瞬間的な速さではロータスやフェラーリに一歩譲るものの、ほとんどメカトラブルを発生しないレプコエンジンの信頼性が功を奏し1966年の世界チャンピオンを獲得した。これによりブラバムは自分が製作したマシンで世界チャンピオンを獲得した史上初（現在のところ史上唯一）のドライバーになった。翌年はブラバムチームの同僚であるデニス・ハルムがチャンピオンを獲得している。しかし1968年以降はライバルのエンジンも信頼性を獲得。出力の低いレプコエンジンは劣勢となる。結局レプコエンジンの世界タイトルは1966年から1967年の2年のみ。
このF1用レプコエンジンの開発者は、2輪の名車ヴィンセントの設計も行った天才的エンジニア、フィル・アービングである。ヴィンセントは市販バイクとして初めて200km/hが可能な超高速バイクだったが、アービングは「ヴィンセント社の社長（フィル・ヴィンセント）は世界一を誇示したがったが、設計者である私が最も重視したのは信頼性である。それはレプコエンジンでも同じだった」と述べている。
2021年から豪州スーパーカーズ選手権のタイトルスポンサーに就任している。